# Mortimer Adler
Mortimer Adler   (Nova York, 28 de desembre de 1902 - San Mateo, 28 de juny de 2001) va ser un filòsof estatunidenc i divulgador cultural.
Encarregat durant anys de l'equip de redacció de l'Encyclopædia Britannica, va editar els Great Books of the Western World, un compendi dels llibres del saber i la literatura més famosos al llarg de la història. Va treballar com a professor a la Universitat de Chicago, especialitzat en jurisprudència.
Va proposar que l'educació literària i cultural es basés en llistats dels anomenats gran llibres, que són els que reuneixen tres condicions: parlen de problemes universals o rellevants per al lector, es poden rellegir des de diferents òptiques per la mateixa o diverses persones, es considera rellevant o canònic. Dins d'aquesta llista, per tant, se situen els anomenats clàssics. Diverses universitats van incloure la lectura d'aquestes llistes com a part del seu programa acadèmic.